# Hippersdorf
Hippersdorf ist ein Ort der Marktgemeinde Königsbrunn am Wagram im westlichen Weinviertel am Rande des Wagrams an der Wagramkante gelegen. Der etwa ein Kilometer lange Ort befindet sich im nördlichen Teil des Bezirkes Tulln. Hippersdorf ist ein Angerdorf. Der Ort liegt am Ausgang einer Talsenke, welche Plexental genannt wird und wo auch ein Bach entspringt, der durch Hippersdorf fließt. Der Ort liegt in der gleichnamigen Katastralgemeinde.  Die Ortschaft hat 179 Einwohner (Stand 1. Jänner 2024). Bis Ende 1967 war Hippersdorf eine eigenständige Gemeinde.

## Geschichte

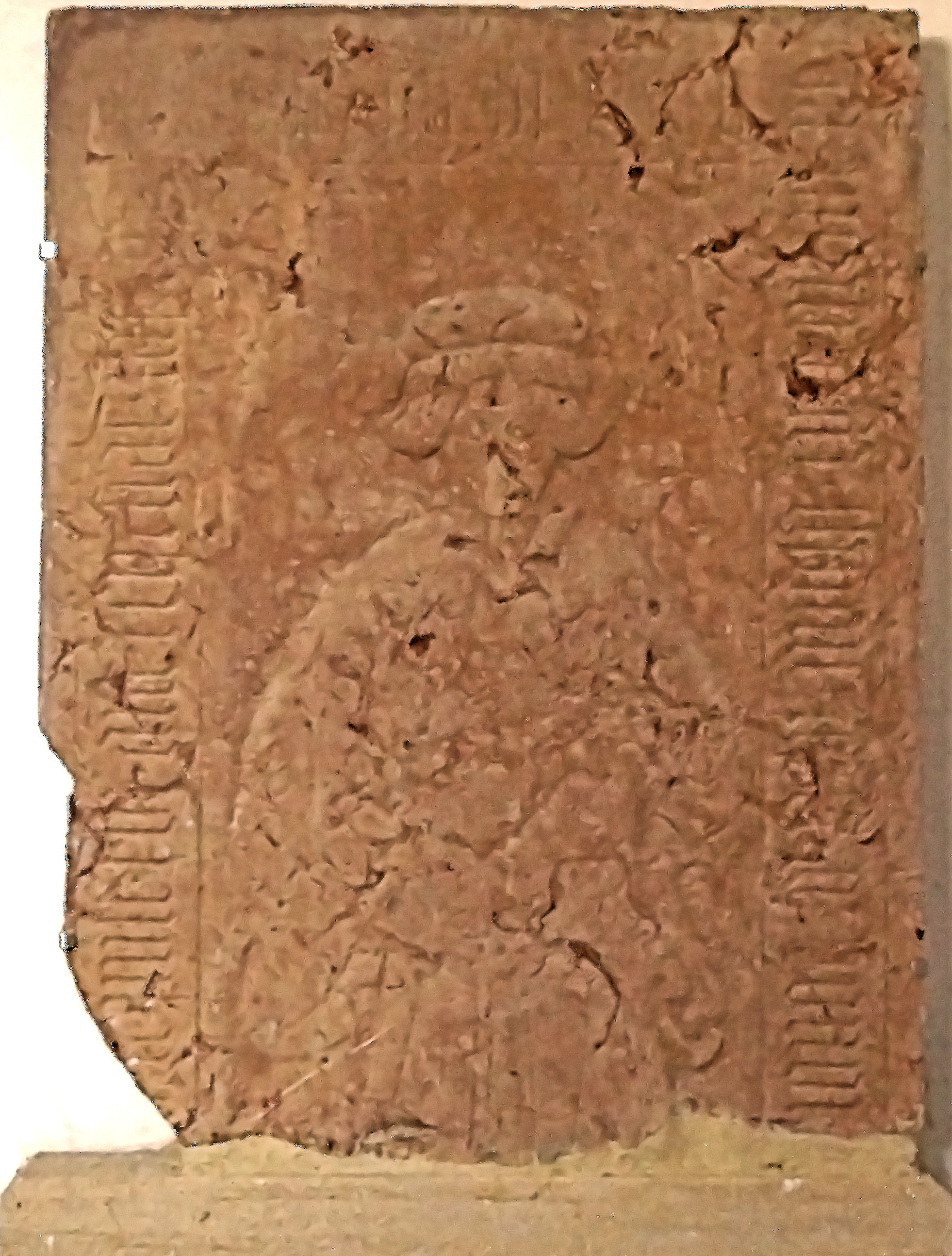
Marmorgrabstein des Pfarrers Hans Hippelsdorfer († 1405), Pfarrkirche Kirchberg am Wagram

Hippersdorf war ehemals der Kartause Gaming zugehörig, ab dem 17. Jahrhundert stand es unter Herrschaft von Oberstinkenbrunn.
Ein Geschlecht der „Hippelsdorfer“ (bzw. „Hippleinsdorfer“) deren Name sich im Laufe der Zeit zu „Hippersdorf“ umformte, wobei jedoch nicht bekannt ist, ob dieses Geschlecht den Namen vom Ort übernommen hatte oder umgekehrt, lässt sich über mehrere Jahrhunderte nachweisen. Ein Otto genannt der Hippleinsdorfer kommt im Jahre 1290 in den Zwettler Annalen (Annales Zwetlenses) vor, wo er wegen seiner Schenkungen an das Stift Zwettl als Wohltäter erscheint. Seine Grabstätte befindet sich vor der Pforte des Kapitelhauses, worauf sein Wappen und Name eingraviert sind. Ein Wernhard von Hippleinsdorf und seine Gattin Seburg werden in einer Urkunde vom 13. Oktober 1295 als Verkäufer einer „Mühle in Weikenstorf“ an das Nonnenkloster zu Tulln erwähnt. Ein Ruger von Hippelsdorf (gestorben 1313) ist bei den Minoriten in Wien begraben. Ein Hans (=Johannes) Hippelsdorfer wird im Jahre 1383 als Offizial das Passauer Erzbisthums und im Jahre 1390 als Pfarrer und Dekan der Kirche St. Stephan am Wagram angeführt.
Hippersdorf hatte ehemals das Marktrecht, wobei nicht bekannt ist, wann es das Vorrecht eines Marktes erhielt.

### Archäologische Funde
Zahlreiche prähistorische Funde im Plexental als auch an den beiden Hausbergen in Hippersdorf weisen darauf hin, dass Hippersdorf vor allem in der frühen und mittleren Bronzezeit ein bedeutendes Siedlungszentrum war.
Überblick über archäologische Funde:
- Tongefäße aus neolithischen Gräbern und prähistorischen Gräber und Wohngruben[9]
- ein mittelbronzezeitlicher Depotfund[10]
- Skelettgräber mit Bronzebeigaben[11]

### Das Banntaiding von Hippersdorf
Aus dem 15. Jahrhundert ist ein Banntaiding von Hippersdorf erhalten. Banntaidinge waren Versammlungen in welchen die gesamte Bevölkerung und der Inhaber der Herrschaft (bzw. sein Vertreter) teilnahmen zur Feststellung dessen „was rechtens ist“, also um das in der Gemeinde geltende Gewohnheitsrecht festzulegen und zu bestätigen.

## 20. Jahrhundert
Laut Adressbuch von Österreich waren im Jahr 1938 in der Ortsgemeinde Hippersdorf ein Taxiunternehmer, ein Bäcker, ein Binder, zwei Gastwirte, ein Gemischtwarenhändler, eine Milchgenossenschaft, eine Mühle, ein Schmied, ein Schuster, zwei Tischler, ein Viktualienhändler, ein Weinhändler, ein Weinsensal und mehrere Landwirte ansässig.
Mit 1. Jänner 1968 wurden im Zuge der Niederösterreichischen Kommunalstrukturverbesserung die bis dahin selbständigen Gemeinden Hippersdorf und Zaußenberg nach Königsbrunn am Wagram eingemeindet.

## Kultur und Sehenswürdigkeiten

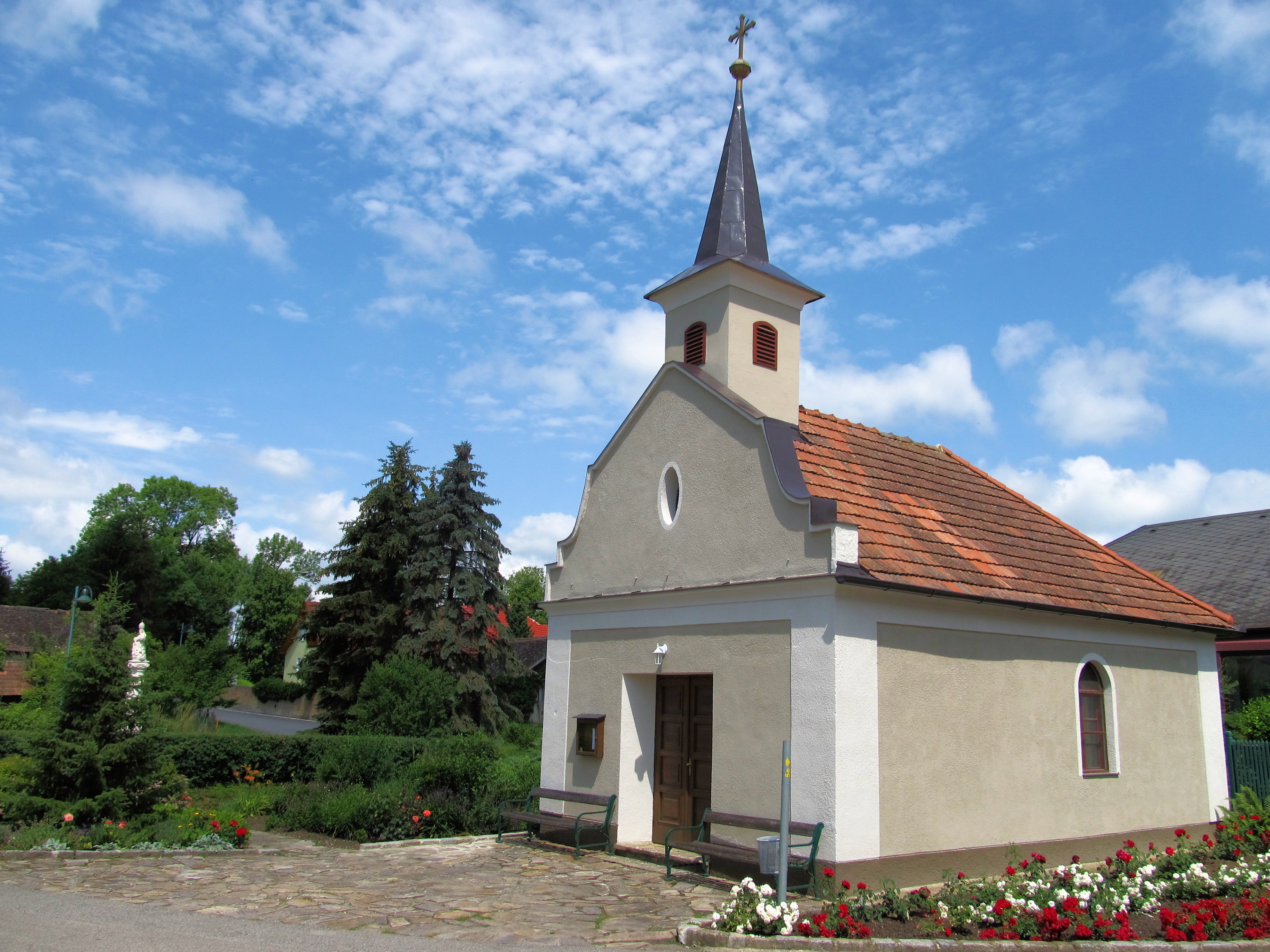
Ortskapelle Hippersdorf

### Kapelle
Die Ortskapelle von Hippersdorf ist dem Erzengel Michael geweiht.
Der schlichte Bau mit Rundapsis und Schweifgiebel wurde Ende des 18. Jahrhunderts errichtet. Er hat einen Dachreiter mit Giebelspitzhelm und Rundbogenfenster. Der Innenraum ist flach gedeckt. Das Altärchen wurde um 1900 gebaut. Die Glocke ist ein Werk von Georg Gössner aus dem Jahr 1850.

### Hausberganlage
Die aus insgesamt vier getrennten Hügeln bestehende Hausberganlage hat eine Ausdehnung von ca. 250 m mal 50 m. Es gibt einen nördlichen und einen südlichen Bereich, wobei beide aus je einem Kernwerk (den beide heute noch sichtbaren Hausbergen) und daran anschließenden Vorwerk- oder Wirtschaftsplateaus bestehen. Sämtliche weiteren Elemente wie Gräben etc. sind durch jüngere Siedlungs- und Wegebautätigkeiten nicht mehr erhalten. Diverse archäologische Untersuchungen weisen auf die Benutzung der Anlage bis in das Spätmittelalter hin.

### Hohlwege

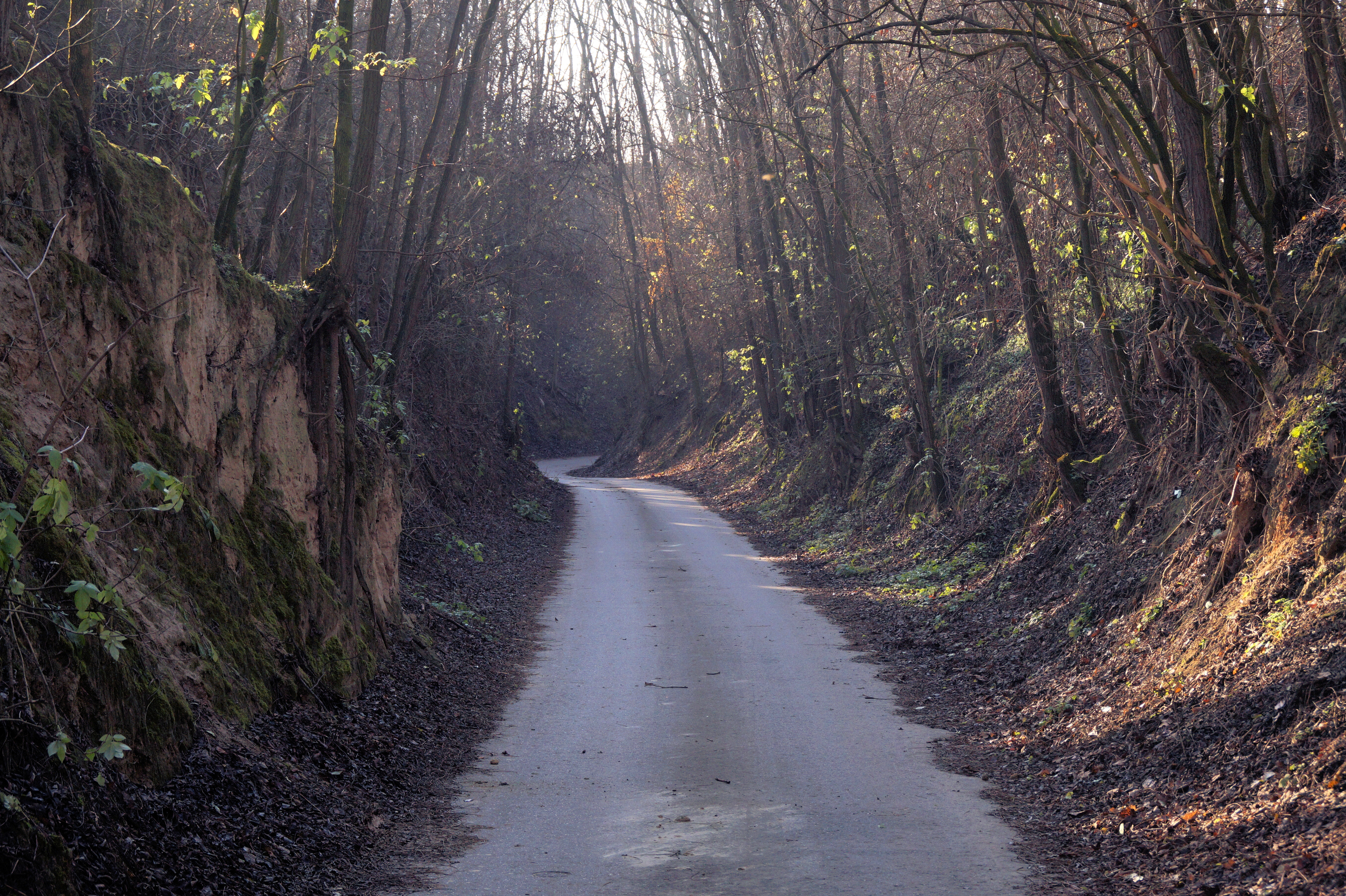
Hohlweg von Hippersdorf nach Zaußenberg

Ein prägendes Element der Lösslandschaft des Wagrams sind Hohlwege. In Hippersdorf ist vor allem der Hohlweg von Hippersdorf nach Zaußenberg auf Grund seiner Tiefe erwähnenswert der bis zu 15 m in das Gelände eingeschnitten ist und in welchem einige Weinkeller seitlich in die Lösswände gegraben sind.

## Fauna und Flora

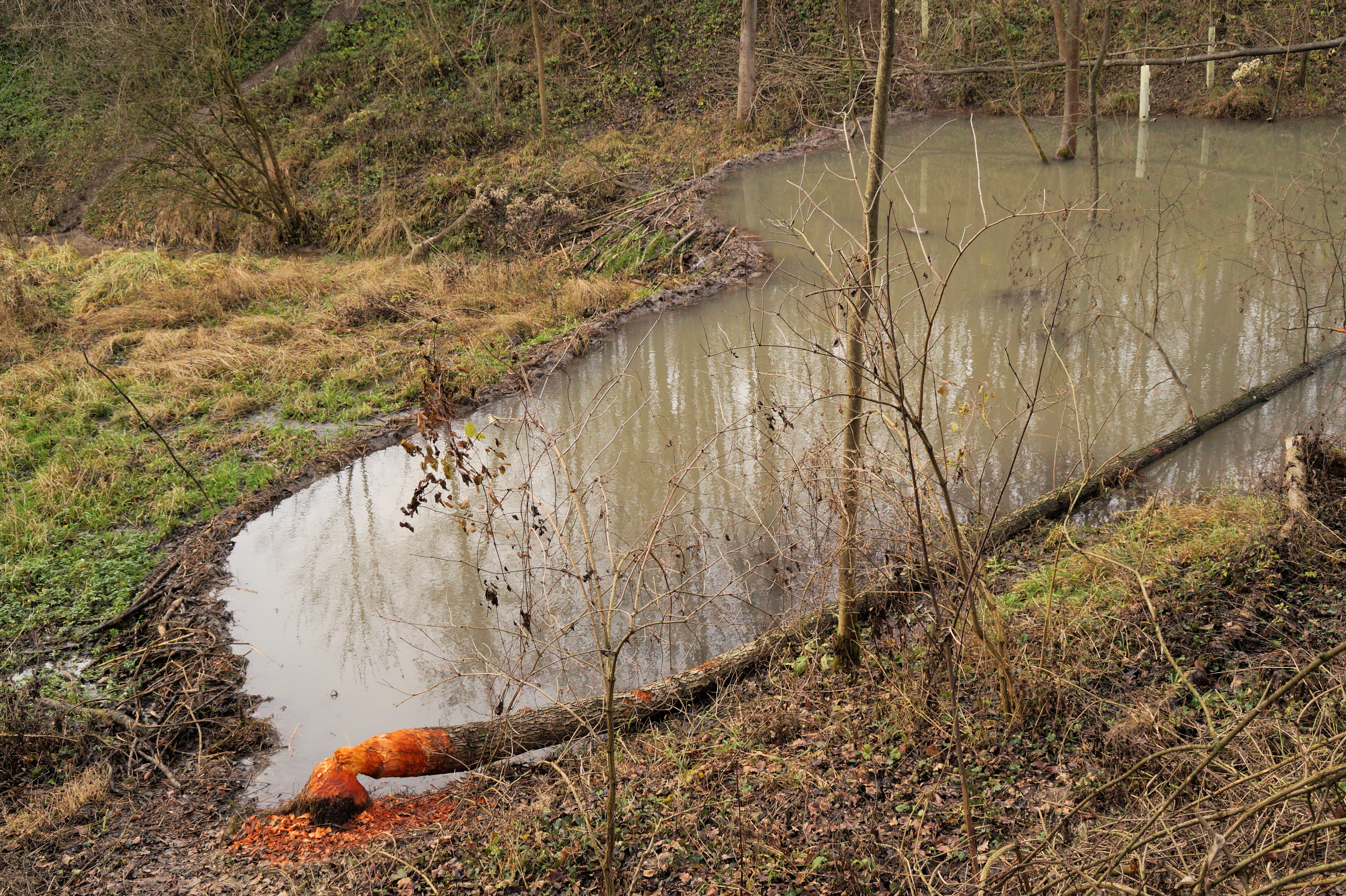
Biberdamm im Plexental in Hippersdorf

In den letzten Jahren haben sich auf Grund eines Wiederansiedlungsprojekts Biber am Ortsbach bis in das Quellgebiet des Baches im Plexental angesiedelt und mehrere Dämme errichtet.

## Vereine
- Ortsverschönerungsverein
- Sportverein SC Hippersdorf

## Regelmäßige Veranstaltungen
- Feuerwehrfest (im Juni)
- Wandertag (im Herbst, vom Ortsverschönerungsverein veranstaltet)
- Beach-Volleyballturnier (im Spätsommer, vom SC Hippersdorf veranstaltet)

## Weinbau

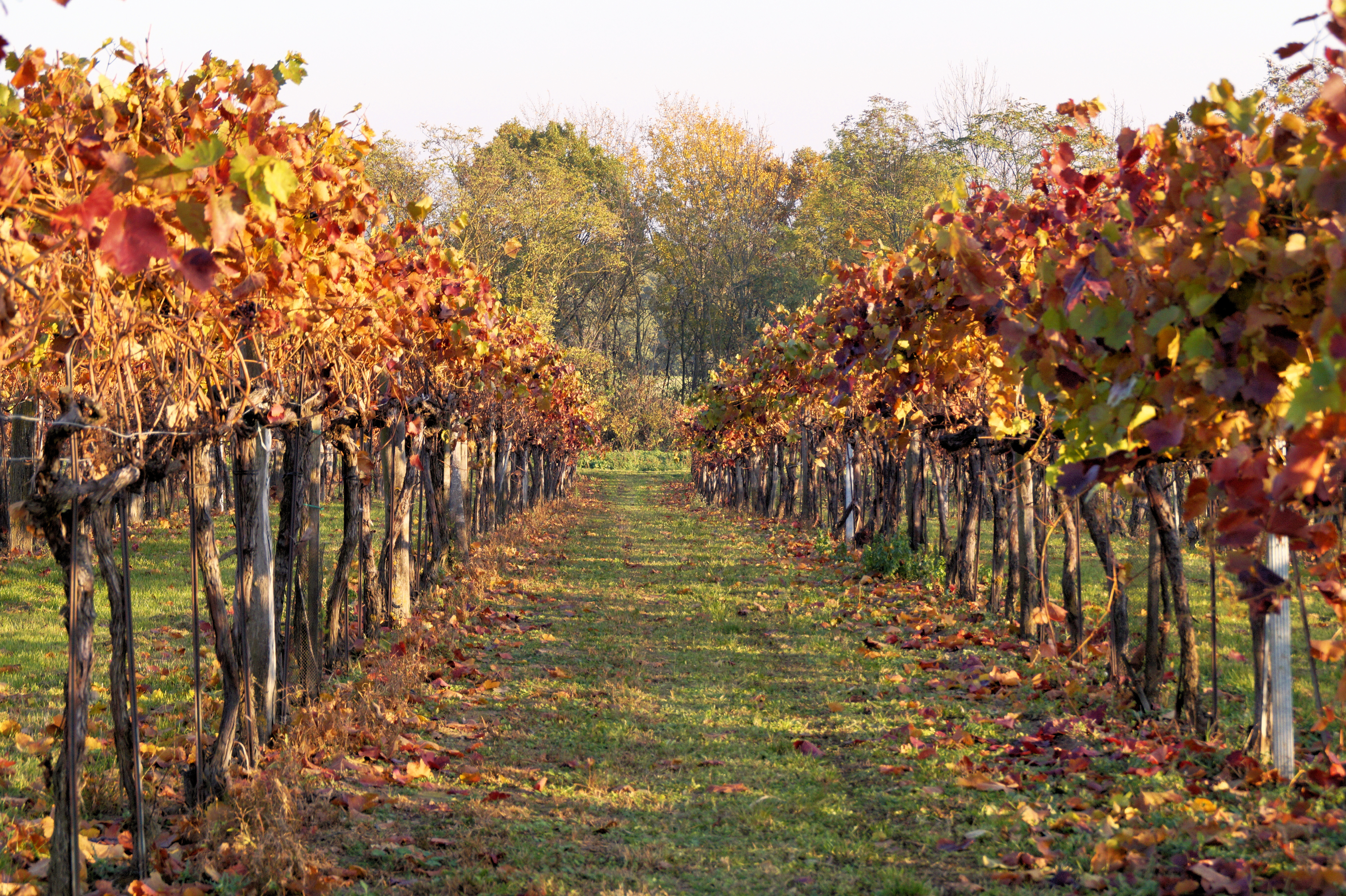
Weingarten in Hippersdorf

Der Weinbau ist in Hippersdorf ein bedeutender Wirtschaftsfaktor. Der Wagram bietet mit seinen Lössböden und den sonnigen, nach Süden ausgerichteten Lagen optimale Bedingungen für die Kelterung qualitätsvoller Weine. Die Hippersdorfer Winzer laden dabei zur Verkostung der Weine in ihre Keller oder zum Heurigen. Neben der Hauptsorte, dem Grünen Veltliner, findet man noch die Weinsorten Weißburgunder, Rivaner, Chardonnay, Riesling sowie  Rotweinsorten.

## Außergewöhnliche Wetterereignisse
Am 26. Mai 2010 um 13:10 fegte ein Tornado in einer schmalen Schneise über und durch den Ort und verursachte an einigen Gebäuden beträchtliche Sachschäden. Die Windgeschwindigkeiten erreichten dabei etwa 120 km/h (F0/F1 auf der Fujita-Skala).

## Literarische Erwähnung
Ein Landsturm-Infanterist aus Hippersdorf namens Josef Kleinbichler ist die Hauptfigur in der Kurzgeschichte „Hysterie“ von Anton Kuh (aus: Der unsterbliche Österreicher, Essays und Satiren).

## Bildergalerie

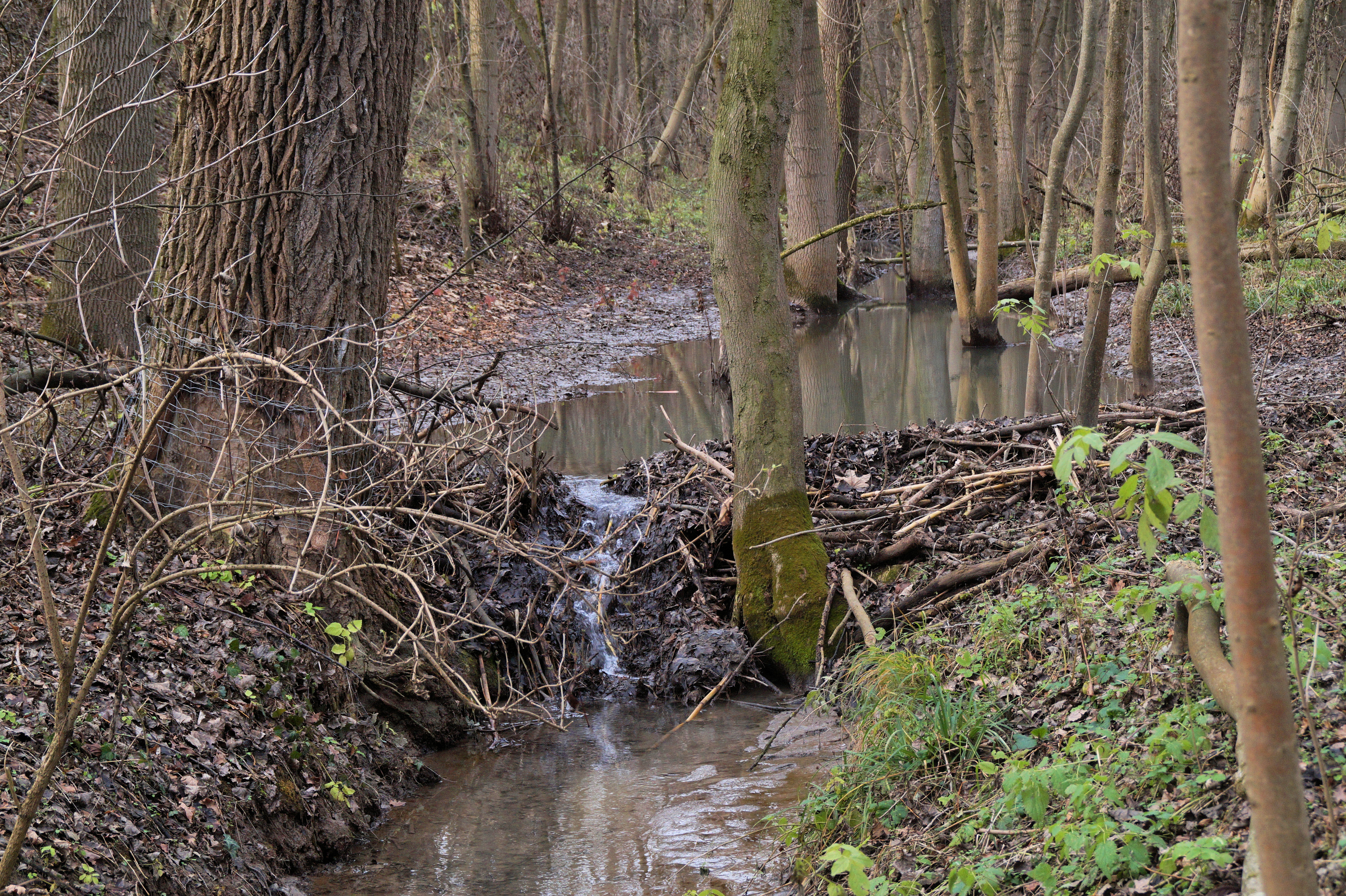
Ein weiterer Biberdamm im Plexental
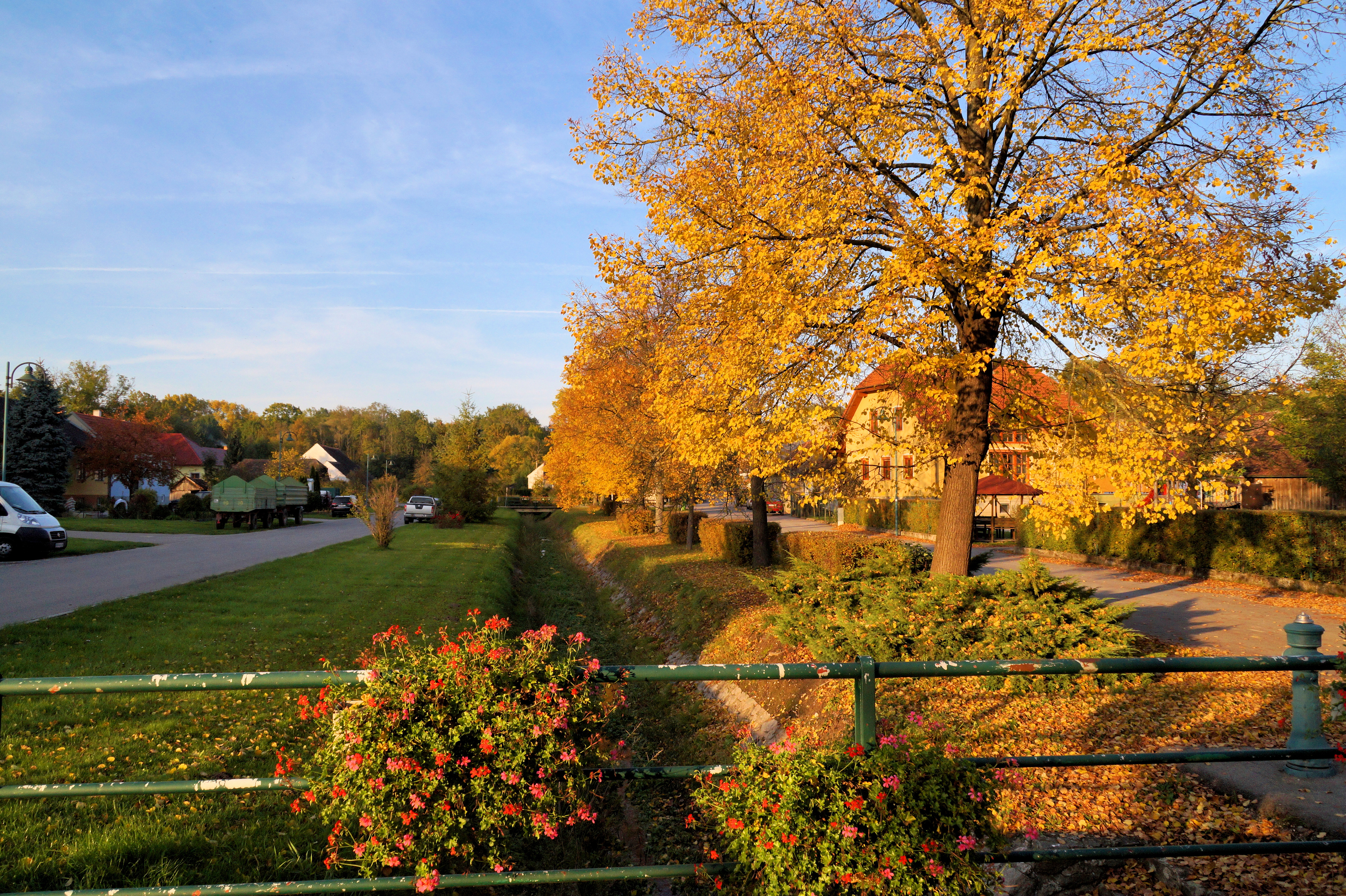
Anger und Dorfbach von Hippersdorf